# 亨尼克 (新罕布什爾州)
亨尼克（英語：Henniker）是一個位於美國新罕布什爾州梅里馬克縣的鎮。

## 人口
根據2020年美國人口普查的數據，亨尼克的面積為116.04平方千米，當中陸地面積為114.27平方千米，而水域面積為1.77平方千米。當地共有人口6185人，而人口密度為每平方千米53人。